# モール (駆逐艦)
モール (USS  Moale , DD-693) は、アメリカ海軍の駆逐艦。アレン・M・サムナー級駆逐艦の2番艦。艦名は米西戦争におけるルソン島の戦いにおいて米陸軍を助けて活躍したアメリカ海軍中尉エドワード・モール・ジュニア(1866年–1903年) に因む。

## 艦歴
「モール」は、1943年8月5日にニュージャージー州カーニーのフェデラル・シップビルディング・アンド・ドライドック社で起工した。1944年1月16日モール中尉の養女であるエドワード・S・モール夫人によって命名・進水し、2月28日ニューヨーク海軍工廠でウォルター・M・フォスター少佐の指揮下就役した。
太平洋戦争ではオルモック湾夜戦や沖縄戦に参加し、1945年2月18日には姉妹艦のイングラハム、バートンと共に、北緯30度00分 東経142度00分 / 北緯30.000度 東経142.000度の地点で特設監視艇第三十五南進丸（西大洋漁業、86トン）を、北緯30度00分 東経141度00分 / 北緯30.000度 東経141.000度の地点で特設監視艇第五福一丸（昭和漁業、150トン）を、北緯31度00分 東経137度30分 / 北緯31.000度 東経137.500度の地点で特設監視艇第三共和丸（加藤文吉、154トン）をそれぞれ撃沈した。
1973年7月2日退役した。

### 備考
「モール」は第二次世界大戦の功績で5個、朝鮮戦争の功績によって1個の従軍星章を受章した。また対潜作戦に収めた成功をも賞された。